# Kurt Ahrens Jr.
Kurt Ahrens Jr. (n. 19 aprilie 1940) este un fost pilot german de Formula 1 care a evoluat în Campionatul Mondial între anii 1966 și 1969.